# Bahnhof Heerenveen
Der Bahnhof Heerenveen ist der größte Bahnhof der niederländischen Stadt Heerenveen sowie die zweitmeistfrequentierte der Provinz Friesland. Der Bahnhof wird täglich von 5001 Personen (2024) genutzt. Er ist zentraler Knotenpunkt im städtischen ÖPNV. Am Bahnhof verkehren nationale Regional- und Fernverkehrszüge.

## Geschichte
Der Bahnhof wurde am 15. Januar 1868, mit dem Abschnitt zwischen Leeuwarden und Heerenveen, der Bahnstrecke nach Bahnstrecke Arnhem–Leeuwarden eröffnet. Der Bahnhof wurde 1983 nach einem Entwurf des Architekten Jan van Belkum neugebaut.

## Streckenverbindungen
Folgende Linien verkehren im Jahresfahrplan 2023 am Bahnhof Heerenveen:
| Zugtyp    | Linienverlauf | Frequenz                                                                                        |
| --------- | --- | ----------------------------------------------------------------------------------------------- |
| Intercity | Leeuwarden – Heerenveen – Meppel – Zwolle – Amersfoort Centraal – Utrecht Centraal – Rotterdam Centraal                               | stündlich                                                                                       |
| Intercity | Den Haag Centraal – Schiphol Airport – Amsterdam Zuid – Almere Centrum – Lelystad Centrum – Zwolle – Meppel – Heerenveen – Leeuwarden | stündlich                                                                                       |
| Sprinter  | Leeuwarden – Heerenveen – Meppel – Zwolle                                                                                             | halbstündlich (fährt abends und am Wochenende stündlich und nur zwischen Leeuwarden und Meppel) |